# La signora con il cagnolino
La signora con il cagnolino (titolo originale Дама с собачкой, Dama s sobačkoj), pubblicato per la prima volta nel 1899, è uno dei più celebri racconti di Anton Čechov.

## Trama
Dmìtrij Gùrov è un banchiere moscovita, è sposato ed ha tre figli. Considera le donne inferiori agli uomini e il suo non è un matrimonio felice. Un giorno, durante una vacanza a Jalta, incontra in un ristorante Anna Sergèevna che sta pranzando in compagnia del suo cagnolino.
Presto tra Dmitrij ed Anna inizia una relazione che porta i due ad un coinvolgimento tanto profondo quanto inatteso.
Inatteso per Dmitrij, un maschilista che ha avuto molte relazioni e non è incline al sentimentalismo; inatteso per Anna, una donna timida, con un'aria da collegiale, la cui educazione e cultura avrebbero dovuto scoraggiarla da un rapporto extraconiugale.
In entrambi sboccia un amore intenso e tenero; iniziano a nutrire l'uno per l'altra sentimenti mai provati prima. 
Se la situazione non stupisce per Anna, che è giovane e non ha avuto esperienze sentimentali prima del "non felice matrimonio";  stupisce invece per Dmitrij, il quale si trova ad affrontare per la prima volta una storia che lo induce a trascorrere le sue giornate in funzione di Anna. Anna vive la storia con grande partecipazione emotiva e con forti complessi di colpa, a differenza di Dmitrij. 
Ambedue si accorgono di non poter stare lontani, e questo li spinge a cercare una soluzione, nel bene o nel male. Ma il tempo scorre e l'unica via d'uscita che riescono a trovare è incontrarsi di tanto in tanto in un albergo di Mosca, di nascosto dalle famiglie. Sanno solo che la fine del loro amore è ancora lontana e che la parte complicata è appena iniziata.

## Analisi
Si narra la storia di un rapporto adulterino la cui peculiarità sta in un finale in cui tutto resta così in sospeso da dare l'impressione di una brusca e involontaria interruzione. In realtà si può capirne il senso e quindi la volontarietà se si pensa al tema cechoviano di fondo della insensatezza delle azioni e delle emozioni umane, un'insensatezza e una incompiutezza che costituiscono il vero e proprio dramma esistenziale. D'altra parte, l'indecisione dei due amanti circa il loro destino precipita il lettore nel mezzo del narrato, facendolo partecipe del dramma della scelta. Di queste brusche chiusure si avvarrà poi Raymond Carver, suo esplicito "allievo".
Si nota, nel personaggio di Gurov, la dicotomia esistenziale tra vita pubblica insoddisfacente e falsa del banchiere d'alta borghesia, che si contrappone all'amore segreto per Anna Sergeevna, un amore impossibile che è continua causa di dolore interiore.
Spicca il grande stile cechoviano che rende la lettura avvincente pur nell'apparente mancanza di accadimenti significativi.

## Edizioni italiane
- Anton Čechov, La signora col cagnolino e altri racconti, a cura di Eridano Bazzarelli, collana BUR, traduzione di Alfredo Polledro, 1ª ed., Milano, RCS Rizzoli Libri, 1990, ISBN 88-17-15111-4.
- Dama con cagnolino, traduzione di Bruno Osimo, Osimo, 2020, ISBN 978-88-98467-62-4.

## Nella cinematografia
Dall'opera di Čechov è tratto il film sovietico del 1960 La signora dal cagnolino di Iosif Efimovič Chejfic. Il racconto è stato anche inserito nel film del 2008 The Reader - A voce alta - tratto dal romanzo omonimo A voce alta - The Reader di Bernhard Schlink - come una delle letture, la più importante, che costituiscono il motivo portante dell'opera.